# Achudemia
Achudemia là chi thực vật có hoa trong họ Tầm ma.

## Các loài
Chi này gồm 3 loài:
- Achudemia insignis, Migo
- Achudemia japonica, Maxim.
- Achudemia javanica, Blume